# Naveen Andrews
Naveen Andrews (* 17. ledna 1969 Londýn) je anglický herec. Je známý díky filmu Anglický pacient a seriálu Lost, kde si zahrál postavu Sayida Jarraha.

## Život
Narodil se v Londýně indickým přistěhovalcům. V 16 letech začal žít se svou učitelkou matematiky Geraldonou Feakins, která byla starší o několik let. V roce 1992 se jim narodil syn Jaisal.
Vystudoval hereckou školu School Of Drama And Music – do prvního ročníku chodil s hercem Ewanem McGregorem a Davidem Thewlisem. Poprvé si zahrál ve filmu London Kills Me. Do širšího povědomí diváků se dostal díky epizodní roli Kipa v Anglickém pacientovi. Jeho nejznámější rolí je postava Sayida Jarraha v seriálu Lost.
Nyní žije s o 21 let starší herečkou Barbarou Hershey v Los Angeles.
Byl nominován na cenu Emmy a získal Zlatý globus.

## Jeho postava
Sayid Hassan Jarrah (v arabštině: سعيد جراح) je dalším zachráněným z havarovaného letu 815 společnosti Oceanic. Je to odvážný muž a schopný vůdce. Zachovává si svůj konzervativní přístup k věcem, který odráží jak jeho fyzickou tak duševní sílu. Snaží se napravit chyby ze své minulosti, ale přes veškerou snahu se mu to příliš nedaří. Díky tomu, že je schopný vůdce, hraje klíčovou roli při záchraně celé skupiny ztracených a pří prozkoumávání ostrova. Během svého pobytu se zamiluje do Shannon a těžce nese její smrt.

## Filmografie
- London Kills Me – 1991
- Double Vision – 1992
- Buddha Of Suburbia – 1993
- Anglický pacient – 1996
- Kámasútra – 1996
- True Love and Chaos – 1997
- Bombay Boys – 1998
- Rollerball – 2002
- Lost – 2004
- Bride and prejudice – 2004
- Ten The Commandments – 2006
- Grind House – 2007